# Rodolfo Ferrari
Rodolfo César "Royco" Ferrari (Chacabuco, Buenos Aires, 6 de julio de 1956) es un empresario agroindustrial argentino. Se desempeñó como vicepresidente primero de Boca Juniors desde la reelección de Daniel Angelici como presidente de la institución el 6 de diciembre de 2015 con la agrupación Dale Boca, antecedido entre 2011 a ese mismo año por el dirigente político Oscar Moscariello. Ocupó en la gestión anterior en el club de la Ribera el puesto de vicepresidente tercero de la institución, siendo también presidente del Departamento de Interior y Exterior, trabajando con peñas y filiales.